# Östra Vemmenhögstenen
Östra Vemmenhögstenen (tidigare kallad Dybäckstenen) är en runsten som står på sin ursprungliga plats vid Dybäcks gods mark vid Herremansbron i Östra Vemmenhög. Stenen nämns redan 1591 i A.S. Vedels It Hundrede udvaalde Danske Viser. Ett tolkningsförsök 1598 gjorde att man trodde att stenen var från kung Snös tid (600-tal e.Kr. ). Runstenen undersöktes och avbildades av Skonvig 1627 och redovisades i Ole Worms Monumenta Danica. Johan Göransson avbildade även stenen i Bautil 1750. 
När Ludvig Wimmer undersökte stenen 1876 fick han höra en sägen om den: Två kämpar hade friat till en jungfru, men eftersom jungfrun inte kunde välja vem av kämparna hon ville ha avgjorde de saken genom holmgång. Striden slutade med att båda dog. Den ene skulle ha fallit vid en hög som ligger vid Östra Vemmenhögs kyrka (kallad Väpnamannahög), och den andra svårt sårade kämpen tog sig till Dybäck där han dog vid Herremansbron. Jungfrun uppförde så både hög och sten till respektive friare. Sägnen visar sig emellertid falsk när man studerar inskriften.
1966 tätades vissa sprickor med finkornigt cementbruk, stenen frigjordes från lavar, runorna uppmålades samt restes från sin lutning. Dessutom höjdes den ca 1 m. 1977 målade Runverket upp den och undersökte den.
Translitterering av runraden:
bruþiʀ : rasþi : stin : þaisi : aiftiʀ : busa : bruþur : sin : harþa : kuþan : trik
Normalisering till rundanska:
Broþiʀ resþi sten þæssi æftiʀ Bosa, broþur sin, harþa goþan dræng.
Översättning till nusvenska:
Broder reste sten denna efter Bosse, broder sin, (en) mycket god kämpe.